# Dorfkirche Reichenberg (Märkische Höhe)

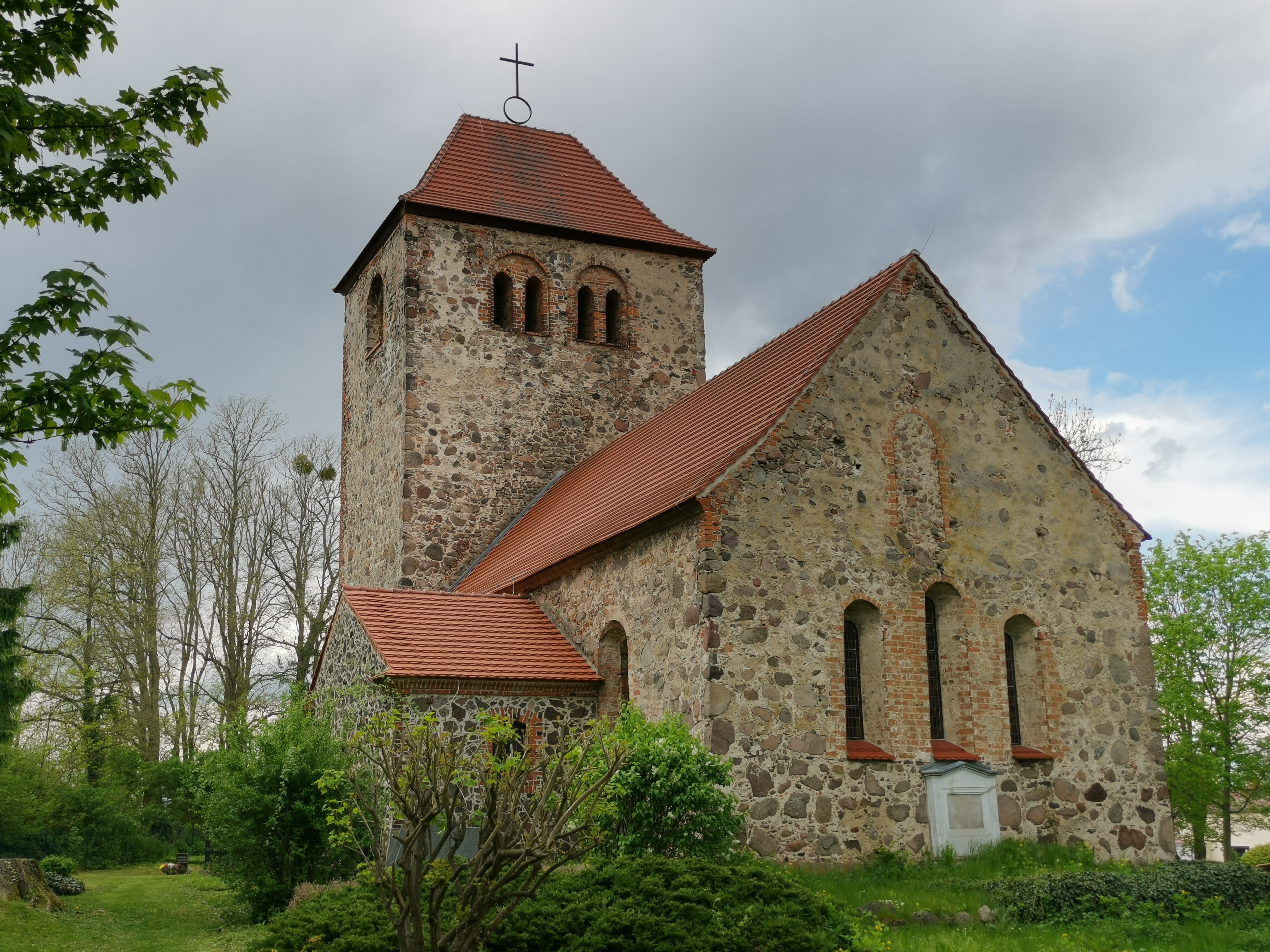
Dorfkirche Reichenberg

Die evangelische, denkmalgeschützte Dorfkirche Reichenberg steht in Reichenberg, einem Ortsteil der Gemeinde Märkische Höhe im Landkreis Märkisch-Oderland in Brandenburg. Die Kirche gehört zum Kirchenkreis Oderland-Spree der Evangelischen Kirche Berlin-Brandenburg-schlesische Oberlausitz.

## Beschreibung
Die Feldsteinkirche wurde im 14./15. Jahrhundert erbaut. Nach Beschädigungen im Zweiten Weltkrieg wurde sie 1945 wiederhergestellt. Die Kirche besteht aus einem Langhaus, das mit einem im Mittelalter steiler geneigten Satteldach bedeckt ist, und einem querrechteckigen Kirchturm im Westen, den ein Walmdach abschließt. Das Portal befindet sich in einem Anbau an der Südwand des Langhauses. Zur Kirchenausstattung gehört ein um 1700 gestalteter Taufengel, der sich ursprünglich in der Dorfkirche Ringenwalde befand.